# La dama i l'unicorn
La dama i l'unicorn (en francès: La Dame à la licorne) és el títol modern que es dona a un cicle de tapissos flamencs de les darreries del segle XV freqüentment considerat com una de les grans obres de l'art medieval a Europa. Van ser teixits amb llana i seda, a partir de dissenys (cartrons) dibuixats a París.
Es troben en exhibició al Musée national du Moyen Âge de París (Termes de Cluny).
La iconografia de cinc dels tapissos s'interpreta generalment com una representació dels cinc sentits -vista, gust, oïda, olfacte i tacte-. El sisè mostra les paraules À mon seul désir («pel meu únic desig»). El significat del tapís és obscur, però s'ha interpretat que representa l'amor o la comprensió. Cadascun dels sis tapissos mostra una dama i un unicorn a la seva esquerra i un lleó a la seva dreta; alguns inclouen en l'escena un macaco. Les banderoles, així com l'armadura de l'unicorn i el lleó al tapís llueixen les armes del comitent, Jean Le Viste, un poderós noble de la cort del rei Carles VII.
Els tapissos pertanyen a l'estil de «mille-fleurs».
Els tapissos van ser redescoberts el 1841 per Pròsper Mérimée al castell de Boussac (que era propietat llavors del sotsprefecte de Creuse) on havien sofert dany causa de les condicions d'emmagatzematge. La novel·lista George Sand va atraure l'atenció pública cap als tapissos en les seves obres de l'època. El cicle actualment és al Museu de Cluny (Musée du Moyen - âge) de París, on s'han guardat des de 1882.